# Marquand (Misuri)
Marquand es una ciudad ubicada en el condado de Madison en el estado estadounidense de Misuri. En el Censo de 2010 tenía una población de 203 habitantes y una densidad poblacional de 326,58 personas por km².

## Geografía
Marquand se encuentra ubicada en las coordenadas 37°25′44″N 90°10′3″O / 37.42889, -90.16750. Según la Oficina del Censo de los Estados Unidos, Marquand tiene una superficie total de 0.62 km², de la cual 0,62 km² corresponden a tierra firme y (0,83 %) 0,01 km² es agua.

## Demografía
Según el censo de 2010, había 203 personas residiendo en Marquand. La densidad de población era de 326,58 hab./km². De los 203 habitantes, Marquand estaba compuesto por el 100 % blancos. Del total de la población el 0,49 % eran hispanos o latinos de cualquier raza.